# Libération (P902)
Le Libération (P902) est la dernière vedette fluviale de la composante marine de l'armée belge. Sa ville marraine est Floreffe sur la Sambre.

## Histoire
Une série de vedettes fluviales ont été construites entre 1953 et 1954 à Ratisbonne en Allemagne pour servir à l'armée belge établie en Allemagne à la suite de la seconde guerre mondiale.
Basées à Niehl, elles effectuaient des patrouilles sur le Rhin entre Cologne et l'embouchure. La vedette P902 Libération, quelque peu différente des autres unités, servait de navire de commandement de cette flottille.
En 1960, cette flottille du Rhin est démantelée. Elle est déployée en Belgique, à la base navale d'Anvers, pour servir sur l'Escaut.

## Service
Désarmée, sa mission dernière était de prodiguer des missions de relations publiques pour la Marine belge, aussi bien à l'intérieur qu'à l'extérieur.